# Alfredo Giannetti
Alfredo Giannetti (ur. 16 kwietnia 1924 w Rzymie, zm. 30 lipca 1995 tamże) – włoski scenarzysta i reżyser filmowy. Laureat Oscara za najlepszy scenariusz oryginalny do filmu Rozwód po włosku (1961) Pietro Germiego, z którym wielokrotnie współpracował.